# Aussac
Aussac (okzitanisch Auçac) ist eine französische Gemeinde mit 263 Einwohnern (Stand: 1. Januar 2022) im Département Tarn in der Region Okzitanien. Aussac gehört zum Arrondissement Albi und zum Kanton Les Deux Rives. Die Einwohner werden Aussacois und Aussacoises genannt.

## Geographie
Aussac liegt in der Landschaft Gaillacois, etwa 57 Kilometer nordöstlich von Toulouse und etwa elf Kilometer westsüdwestlich von Albi. Umgeben wird Aussac von den Nachbargemeinden Florentin im Norden, Rouffiac im Osten und Nordosten, Fénols im Süden und Osten sowie Cadalen im Westen.

## Bevölkerungsentwicklung

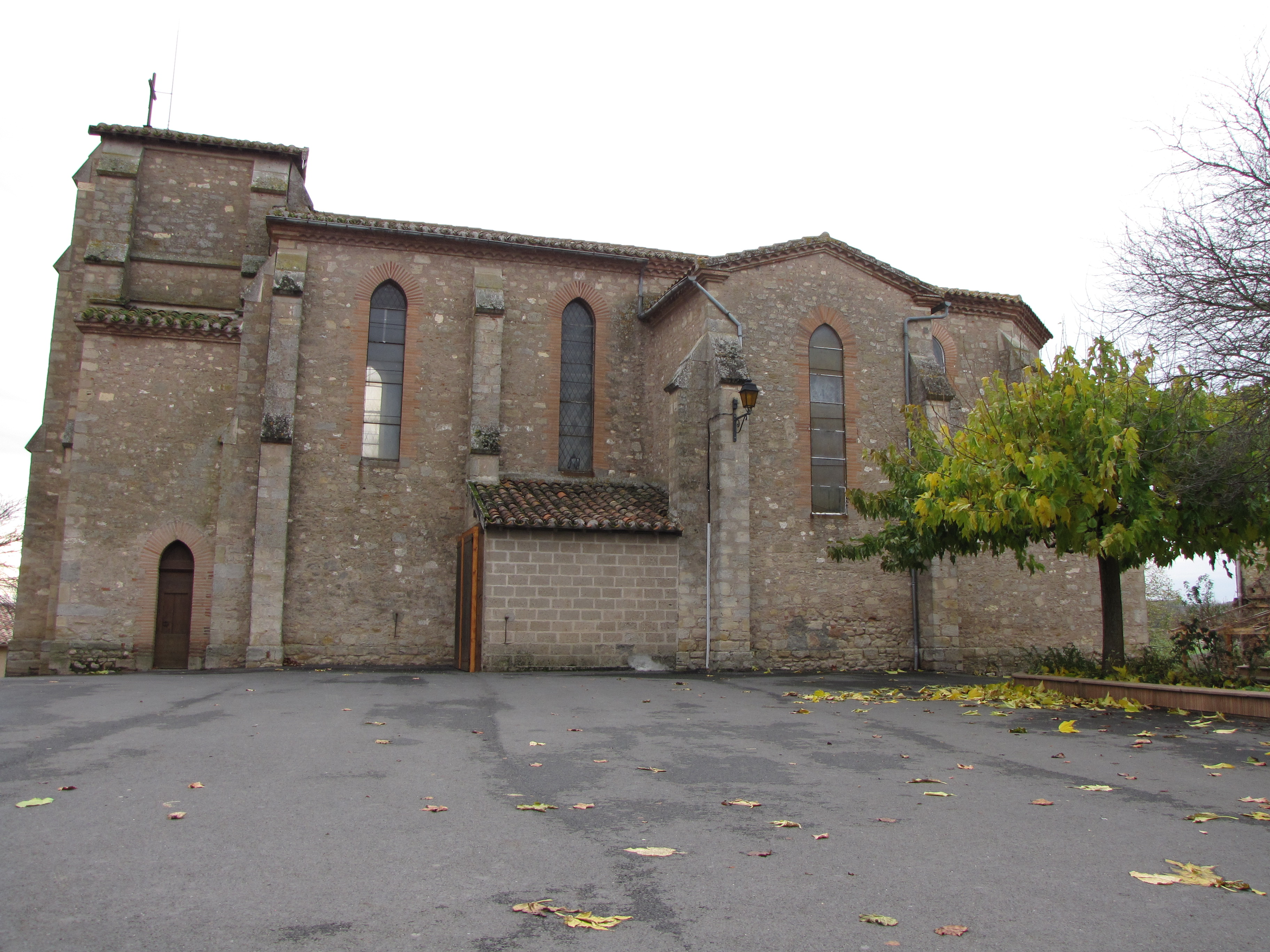
Kirche Saint-Pierre

| 1962                       | 1968 | 1975 | 1982 | 1990 | 1999 | 2006 | 2013 | 2020 |
| -------------------------- | ---- | ---- | ---- | ---- | ---- | ---- | ---- | ---- |
| 188                        | 181  | 156  | 164  | 205  | 214  | 268  | 271  | 268  |
| Quellen: Cassini und INSEE |      |      |      |      |      |      |      |      |

## Sehenswürdigkeiten
- Kirche Saint-Pierre